# 古川淳
古川 淳（ふるかわ じゅん、1974年9月22日 - ）は、日本の実業家。株式会社ユカリアの代表取締役。

## 来歴・人物
公認会計士であり実業家。中央青山監査法人退所後、2002年に経営コンサルティング会社の虎ノ門キャピタルを、2005年には病院経営コンサルタントの株式会社キャピタルメディカ（現株式会社ユカリア）を設立。

## 著書
- 幻冬舎「病院経営＋失敗の法則」
- 日本医療企画「だれでもわかる！医療現場のための　病院経営のしくみ2」
- 清文社「企業価値最大化をめざす 実践・コスト会計戦略」
- 清文社「時価評価をプラス化する企業会計実務」